# The Wolfram Physics Project
The Wolfram Physics Project (O projeto de física de Wolfram), elaborado por Stephen Wolfram, é um esforço para encontrar a teoria fundamental da física. Ele combina novas idéias com as mais recentes pesquisas em física, matemática e computação, na tentativa de atingir esse objetivo final da ciência. O projeto foi suspenso temporariamente em abril de 2020 devido à devastadora pandemia do COVID-19.
O objetivo do projeto é apresentar uma classe de modelos que possam ser relevantes. Os modelos são configurados para serem o mínimo e sem estrutura possível, mas, apesar da simplicidade de sua construção, eles podem, no entanto, exibir grande complexidade e estrutura em seu comportamento. Mesmo independentes de sua possível relevância para a física fundamental, os modelos parecem ter um interesse significativo por si só, inclusive como fontes de exemplos passíveis de análises ricas por métodos modernos em matemática e física matemática.

## Críticas ao projeto
Os críticos apontaram que Wolfram e Gorard ainda não encontraram nenhuma regra computacional que atenda aos requisitos de uma "pesquisa sistematizada" de regras específicas que se encaixem às de nosso universo para ser testado experimentalmente. Wolfram discorda. Ele afirma que seu modelo já replicou a maior parte da física fundamental. “A partir de um modelo extremamente simples, somos capazes de reproduzir a relatividade especial, a relatividade geral e os principais resultados da mecânica quântica, (...) que, é claro, foram os que levaram a tantas previsões quantitativas precisas da física ao longo do tempo século passado.”